# Autólico de Atenas
Autólico, filho de Licon, (n.? - m. 404 a.C. ) foi um jovem atleta ateniense, por quem Cálias, filho de Hipônico, se apaixonou. Foi em homenagem a uma vitória sua no pancrácio, nos jogos panatenaicos, no ano em que Aristion foi arconte de Atenas, que Cálias deu o banquete descrito por Xenofonte em seu Simpósio. Xenofonte coloca-se neste banquete o que, segundo Ateneu, é um erro, pois ele era muito jovem ou poderia mesmo nem ter nascido. Autólico era tão belo que, durante o banquete, todos convidados olhavam para ele.
Após a derrota de Atenas na Guerra do Peloponeso, pelas mãos do general Lisandro, Calíbio, colocado por Lisandro como harmosta  tentou agredir Autólico com um cajado, mas este o segurou pelas pernas e o derrubou. Lisandro repreendeu Calíbio, afirmando que ele "não sabia governar homens livres". Os Trinta Tiranos, para agradar Calíbio, condenaram Autólico à morte.